# In Extremo

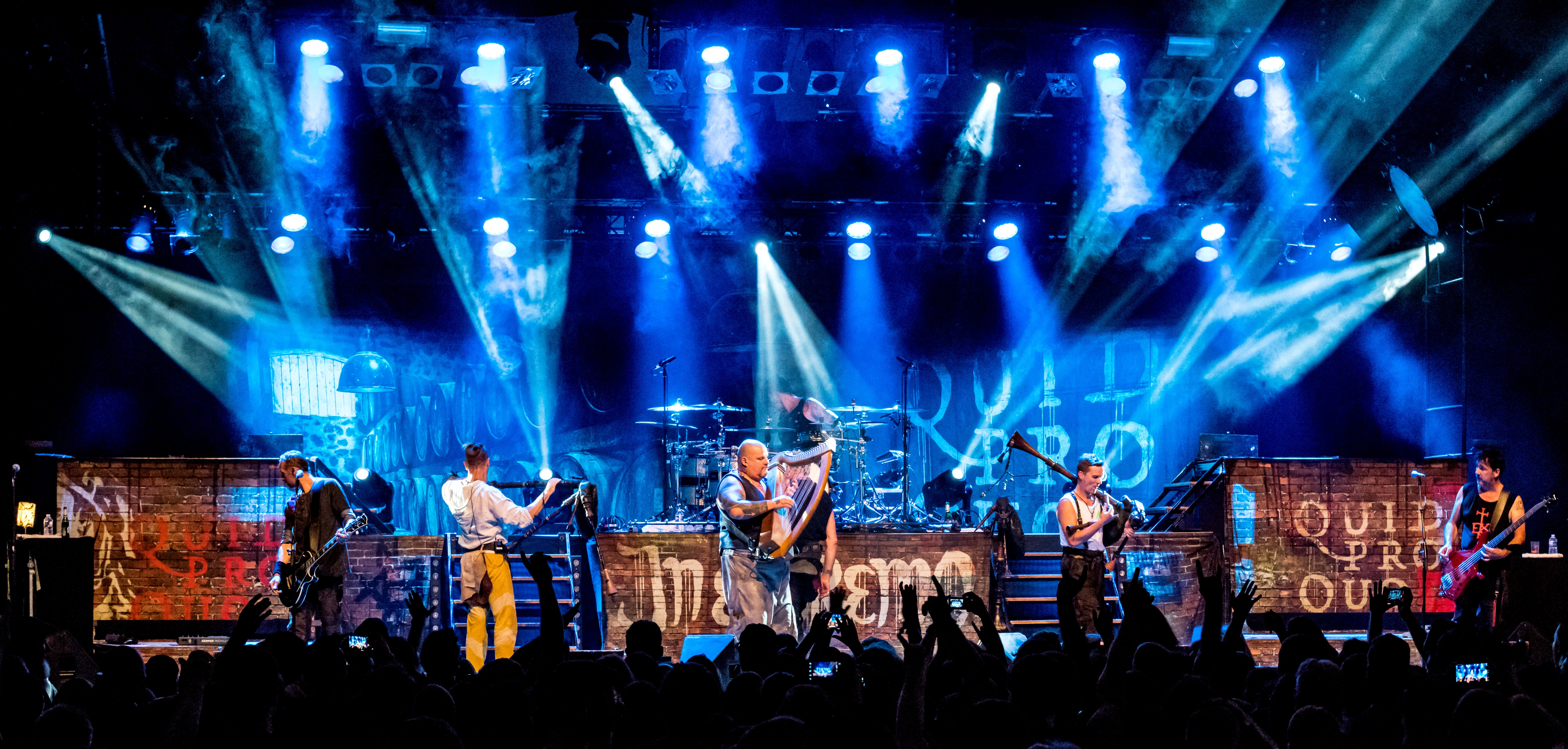
In Extremo, Zelt-Musik-Festival en 2018 à Fribourg-en-Brisgau, Allemagne

In Extremo est un groupe de folk metal et metal médiéval allemand, originaire de Berlin. Formé en 1995, le groupe utilise de nombreux instruments, mais essentiellement des Marktsackpfeife (grande cornemuse médiévale allemande), chalemie, rauschpfeife, pommer, harpe..., en plus de l'ajout d'une formation metal dès 1997, instruments dont certains faits à la main par le groupe ou des facteurs allemand essentiellement, et chante en de nombreuses langues. Leur neuvième album studio Sängerkrieg (2008) atteint la première place des Media Control Charts, suivit par une montée en succès au fil des albums.

## Biographie

### Débuts (1989-1995)

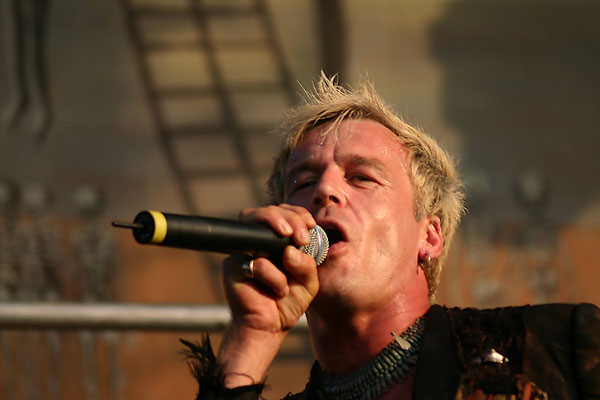
Michael Rhein, du groupe In Extremo.

Le groupe, dont tous les membres originaux viennent de l'ancienne République démocratique allemande, est surtout formé de gens qui avaient participé dans des groupes de punk rock qui étaient interdits sous l'ancien régime socialiste. Michael Robert Rhein a fait partie entre autres de Feeling B, avec Flake et Paul futurs membres de Rammstein. Après la chute du mur de Berlin et la réunification de l'Allemagne, Rhein, plus tard chanteur du groupe, se retire sur l'île de Crète avant de retourner en Allemagne où il s'intéresse et s'identifie à la scène de musique médiévale qui connait une popularité énorme dans l'est de l'Allemagne depuis la réunification, avec notamment des groupes tels que Saltatio Mortis ou Subway to Sally.
Michael Robert Rhein accompagne le groupe Corvus Corax, qui a une approche plus classique de la musique médiévale, avant de devenir ami avec deux de leurs anciens membres Mike Paulenz, appelé Teufel et Bo. Michael Robert Rhein remplace le batteur Hatz de leur tout nouveau groupe Pullarius Furcillo vers 1992, qui n'en est averti que quelques semaines plus tard. Peu après leur formation, Bo meurt dans un accident de voiture et le groupe continue de faire de la musique en tant que duo sur des marchés médiévaux. Plus tard, les deux membres commencèrent à se disputer de plus en plus et décidèrent de mettre un terme à leur collaboration vers 1995.
Michael Robert Rhein forme alors le nouveau groupe In Extremo tandis que Mike Paulenz rejoint son ancien groupe Corvus Corax et forma également le groupe Tanzwut qui mélange la musique médiévale avec la musique techno, l'EBM et la Neue Deutsche Härte. Rhein et Paulenz se quittent sur de mauvais termes. La chanson Exkremento de Tanzwut parle d'une manière irrespectueuse et dégradante de Rhein et son nouveau groupe In Extremo. Durant des entrevues, Paulenz dit que Rhein serait arrogant et ne prendrait pas soin des gens qui l'entourent en les exploitant tandis que Rhein réagit de manière moins agressive et émet plutôt l'hypothèse que Paulenz pourrait être jaloux du succès croissant d'In Extremo qu'il n'a jamais pu atteindre avec ses nombreux groupes.
La scène médiévale s'est ainsi divisée en plusieurs camps car des groupes tels que Saltatio Mortis et Subway to Sally n'aiment également pas Michael Robert Rhein tandis que des groupes comme Schandmaul, Schelmish ou Filia Irata en sont plus proches. Certains groupes restent également complètement neutres. Quand un autre groupe non médiéval, ASP (groupe) a fait une collaboration avec Eric Fish, chanteur de Subway to Sally, puis plus tard avec Michael Robert Rhein et avait songé à reproduire les deux chansons durant un même concert pour une occasion spéciale, Eric Fish a vigoureusement refusé de partager la scène avec Michael Robert Rhein et les deux groupes ne fréquentent même pas les mêmes festivals. On peut ainsi parler d'un "partage" des festivals : In Extremo a, par exemple, participé à la première édition de l'Amphi Festival tandis que Subway to Sally et Saltatio Mortis n'ont participé qu'aux éditions suivantes.

### Premiers pas (1995-1998)

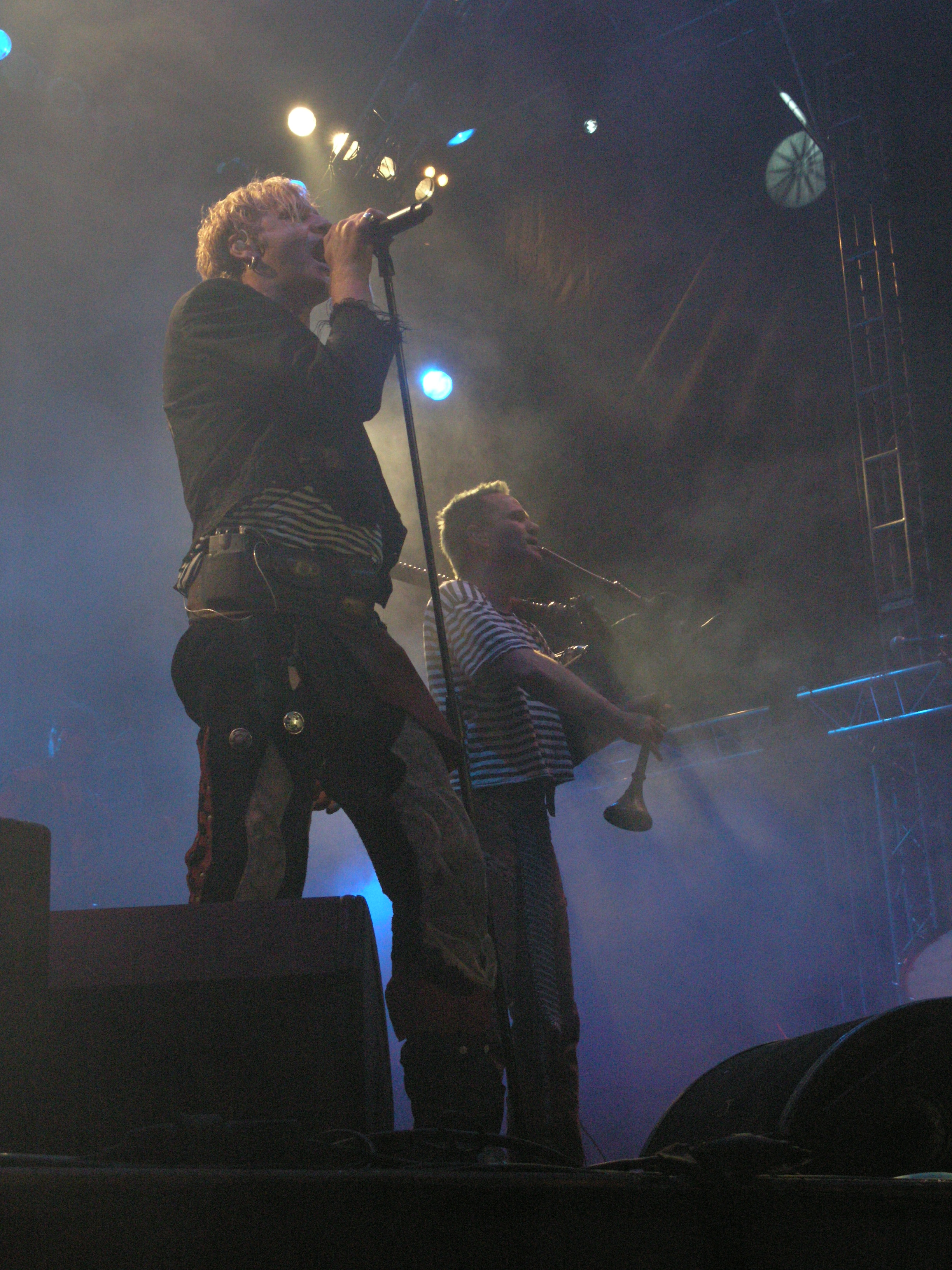
In Extremo en concert en 2007.

Michael Robert Rhein, se nommant maintenant « Das letzte Einhorn », fonde le groupe In Extremo en 1995 avec son amie Conny Fuchs, se nommant « Conny die Füchsin », qui forme plus tard Filia Irata et le jeune musicien Sen Pusterbalg, qui quitte le groupe peu de temps après et Michael Robert Rhein demande à un jeune acrobate, joueur de cornemuse et de chalémie, Marco Ernst-Felix, plus tard surnommé « Flex der Biegsame », de joindre le groupe. André Strugala, appelé dès lors « Doktor Pymonte », se joint bientôt au groupe et ensemble, les quatre à cinq musiciens, jouent sur des marchés médiévaux et se mettent à planifier et enregistrer leur premier album acoustique, In Extremo Gold ou encore appelé Die Goldene (« L'album doré », appelé ainsi à cause de la couleur de la pochette). Par contre, Conny Fuchs quitte définitivement le groupe lorsqu'elle tombe enceinte, comme Sen Pusterbalg qui est alors remplacé par Boris Pfeiffer, surnommé « Yellow Pfeiffer ». Connie Fuchs a néanmoins rejoué à certaines occasions spéciales avec le groupe, comme lors du festival Wahre Jahre qui célèbre leur quinzième anniversaire en juillet 2010 à Erfurt. Par contre, les anciens amis de Michael Robert Rhein, le bassiste Kay Lutter, « Die Lutter », le guitariste Thomas Mund, surnommé « Thomas der Münzer » (le terme de Münzer signifie une expression ancienne pour un frappeur de monnaie), le batteur Reiner Morgenroth, surnommé « Der Morgenstern » (le terme fait allusion à une arme médiévale) rejoignent le groupe en 1997. Ensemble, les quatre musiciens avaient déjà joué dans le groupe de punk Noah et Michael Robert Rhein réalise ainsi son grand rêve : fusionner la musique rock avec la musique médiévale.
Au début, le projet In Extremo était encore divisé en deux groupes, un groupe médiéval produisant ainsi In Extremo Gold et peu après l'autre album entièrement traditionnel et acoustique Hameln surnommé d'après la légende entourant la ville de Hameln, l'autre se concentrant lentement sur quelques concerts et de premiers enregistrements expérimentaux. Plus tard suivait encore un album enregistré en direct lors d'un de leurs spectacles sur un marché médiéval, appelé Die Verrückten sind in der Stadt. Deux chansons rock plutôt simples et expérimentales avaient déjà paru sur In Extremo Gold et on[Qui ?] décide donc de créer un album entier qui allait fusionner la musique médiévale et la musique rock : le premier vrai album d'In Extremo était alors l'album Weckt die Toten! qui révolutionne et crée un tout nouveau genre avec une philosophie et idée jamais réalisées avec une telle passion et un tel risque par un autre groupe. En se servant presque entièrement de textes, poèmes et récits traditionnels dans des langues telles que le latin, l'ancien norvégien ou le provençal, le groupe s'ouvre à des langues et cultures étrangères, et ce qui était une expérience au début, devint un travail sérieux qui impliqua beaucoup de recherches historiques pour trouver et correctement prononcer les vieux textes. L'album obtint de très bonnes critiques, notamment dans le magazine du Rock Hard allemand ce qui augmente rapidement le statut du groupe et le professionnalise.

### Premiers succès (1998-2003)
Cette vague de succès est brusquement rompue par un accident tragique sur scène. En crachant du feu et en utilisant également des effets pyrotechniques, le chanteur Michael Robert Rhein se blesse gravement lors d'un concert, et songe un temps à quitter ou dissoudre le groupe en craignant qu'il ne puisse plus donner de concerts spectaculaires aux amateurs du groupe, ou par crainte de se blesser encore une fois. Le chanteur surmonte cette phase de réflexion et décide de continuer à faire des spectacles intéressants mais en étant dorénavant plus prudent et en prenant moins de risques. Dès le deuxième album qui suit, Verehrt und angespien, le groupe essaye de créer ses propres textes en allemand et produit également une reprise de la chanson This Corrosion des Sisters of Mercy pour laquelle est produit le premier clip vidéo professionnel du groupe. Cette chanson ouvre des portes à la scène gothique pour le groupe et des plus grands journaux tels que Zillo, Orkus et Sonic Seducer[réf. nécessaire]. L'album atteint la onzième place dans les Media Control Charts, ce qui est un succès absolument inattendu. Le groupe est cependant bouleversé par un autre événement dramatique. à la suite d'une dépression, Thomas Mund est obligé de quitter le groupe malgré lui, et est remplacé par le nouveau guitariste et instrumentaliste médiéval Sebastian Oliver « Van Lange » Lange. Heureusement, le nouveau membre s'intègre vite au groupe qui décide d'une manière attristée de continuer son chemin sans leur ami malade. Certains amateurs du groupe ont par contre critiqué le nouveau membre et la nouvelle direction du groupe qui prend bientôt définitivement ses distances avec la musique médiévale traditionnelle.
L'apparition du groupe dans le jeu vidéo Gothic sur Microsoft Windows en 2000, dans lequel le groupe joue une version acoustique de la chanson Herr Mannelig, marque le début d'une modernisation progressive. Le nouveau single Vollmond, qui continue sur cette nouvelle voie, est accompagné d'un clip vidéo mettant en scène les membres du groupe en tant que chasseurs de vampires. Le nouvel album, Sünder ohne Zügel sort en 2001, et le groupe y expérimente des sons de guitares plus agressifs qu'avant, avec des effets de sons électroniques et écrit de plus en plus ses propres chansons. Le groupe sort encore deux promos et singles, Wind et la ballade Unter dem Meer. Grâce à cette promotion, l'album réussit à atteindre la dixième place dans les Media Control Charts. La sortie de Live 2002 illustre la série de concerts du groupe qui se met déjà à préparer ses prochains succès.

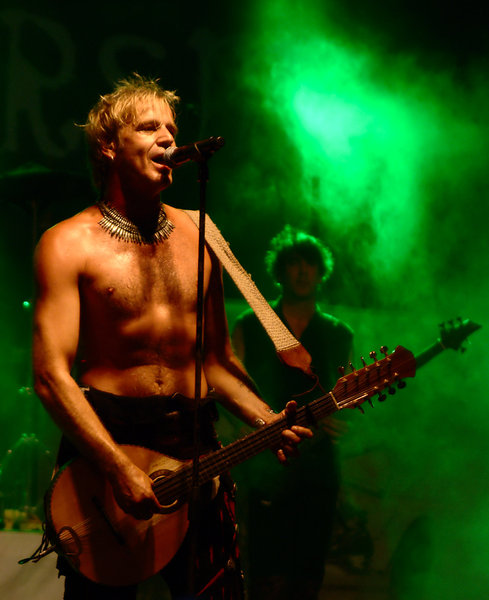
Das Letzte Einhorn (Michael R. Rhein)

### Montée de popularité (2003-2007)

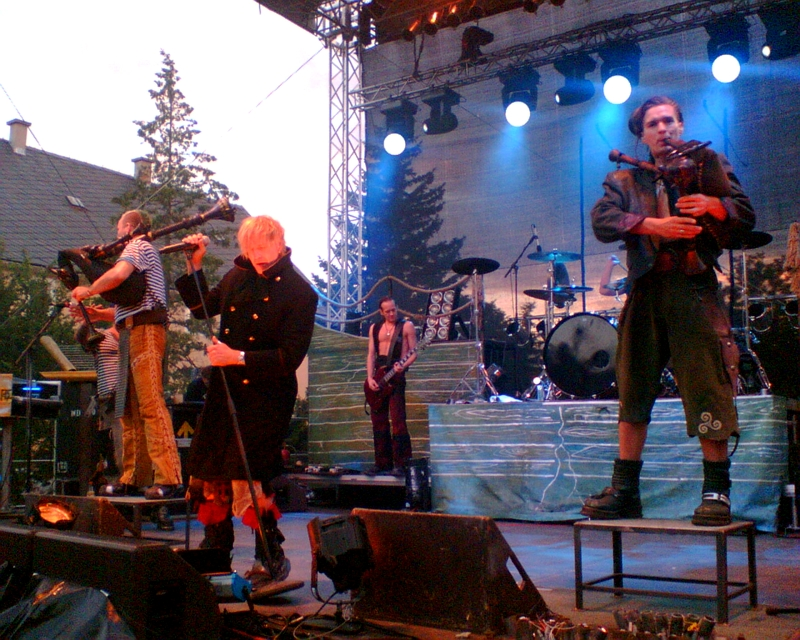
In Extremo (tournée 2008-2009)

La chanson Küss mich, le premier single annonçant la sortie du nouvel album 7 accompagné à nouveau d'un clip vidéo, est un succès énorme et inattendu en 2003. La chanson est fréquemment jouée à la radio, et le clip est régulièrement montré sur MTV et surtout VIVA qui invite le groupe à une de leurs émissions, Viva Interaktiv, surtout regardé par la jeunesse allemande. La chanson est également incluse sur la compilation Bravo Hits qui domine les classements suisses et autrichiens. Le single atteint aussi la trente-cinquième place au classement des meilleurs singles vendus, et reste pendant neuf semaines dans le classement des cent meilleures chansons. La chanson Küss mich est jusqu'à aujourd'hui le single le plus couronné de succès. Le groupe refuse par contre de jouer la chanson à l'émission Top of the Pops en ne pouvant s'identifier à cette chanson et avec son succès inattendu. Certains amateurs du groupe parlent déjà d'une commercialisation ou même d'une trahison des racines du groupe et la scène médiévale.
Le succès du groupe se confirme avec la sortie de l'album 7 en magasin, et sa troisième place dans les Media Control Charts en Allemagne. Un autre single professionnel, Erdbeermund (littéralement « bouche de fraises ») sort également en magasin. La chanson est inspirée par un poème du poète français François Villon. Le groupe Subway to Sally, ayant produit une version différente et beaucoup plus calme et traditionnelle de la chanson, critique le groupe indirectement pour cette version dans le morceau Das Rätsel 2 de leur album suivant Nord Nord Ost en chantant : « Qui a embrassé la bouche de fraises en premier ?… Vous connaissez la réponse! ». Par contre, Subway to Sally, qui avait, lui aussi, tenté un changement radical de sa musique avec l'album Engelskrieger en 2003 qui s'approchait de la Neue Deutsche Härte avec des textes très sombres et dépressifs, fut également critiqué par les fans historiques pour ce changement encore plus radical que celui d'In Extremo. Subway to Sally ne connait pas un grand succès avec son album en 2003, tandis qu'In Extremo devient de plus en plus connu sans pour autant trop profiter de la situation car le groupe prend une pause méritée après une série de concerts avant de revenir avec un tout nouveau single au début de l'année 2005, Nur ihr allein. Le single égalise le succès de Küss mich, et est fortement influencé par la musique et le style punk avec un clip vidéo très moderne. Les amateurs du groupe craignaient déjà un changement radical, mais l'album Mein rasend Herz, qui atteint encore une fois la troisième place dans les Media Control Charts, se rapproche beaucoup plus de la musique médiévale que les albums Sünder ohne Zügel et 7 et le single était alors peu représentatif.

Des musiciens invités, comme Marta Jandova de Die Happy, Rea Garvey de Reamonn et Robert Beckmann de The Inchtabokatables, participent également à l'album. En coopération avec Marta Jandova, la chanson Horizont sort comme deuxième single de l'album. Le groupe participe également au festival d'adieux du fameux groupe de rock allemand Böhse Onkelz devant une foule d'environ 100 000 personnes. Le troisième single Liam avec Rea Garvey sort pour une occasion bien spéciale, le Bundesvision Song Contest de 2006 où le groupe représente le land de Thuringe, où est né Michael Robert Rhein (les autres membres sont originaires de Berlin). Durant cette édition, le groupe remporte la troisième place sur seize provinces allemandes participantes, et le groupe, par sa participation au concours, ouvre les portes à d'autres groupes médiévaux ainsi qu'à des groupes de la musique rock allemande : le groupe Oomph!, qui joue, entre autres, en première partie au festival du quinzième anniversaire d'In Extremo en 2010, gagne le concours en 2007 et les concurrents de Subway to Sally en 2008. Le groupe publie également son deuxième DVD et troisième album live en 2006, Raue Spree, dont le titre fait allusion à une chanson du dernier album Mein rasend Herz, intitulée Raue See et à la rivière Spree de Berlin où le spectacle eut lieu et est enregistré en 2005, et publié le 30 mai la même année.
Plus tard en 2006, le groupe sort son premier album best-of, intitulé Kein Blick zurück. Sur cet album, le groupe reprend aussi des vieux classiques avec un meilleur son et une toute nouvelle énergie. Deux toutes nouvelles chansons sont également incluses. Sur le disque bonus de l'album, plusieurs artistes allemands de différents genres très connus, tels que le jeune groupe de pop allemand Silbermond, le musicien de jazz Götz Alsmann et le vieux groupe de heavy et true metal allemand Grave Digger (ce qui montre la diversité des collaborateurs et admirateurs), réinterprètent des classiques d'In Extremo. Le groupe sort également des versions retravaillées de leurs deux premiers albums acoustiques avec des chansons bonus à un prix modéré durant la même année. Par la suite, après une série de concerts de plus en plus spectaculaires au niveau pyrotechniques, le groupe prend une pause durant l'année 2007 pour préparer son prochain album.

### SängerkriegetSterneneisen(2007-2011)

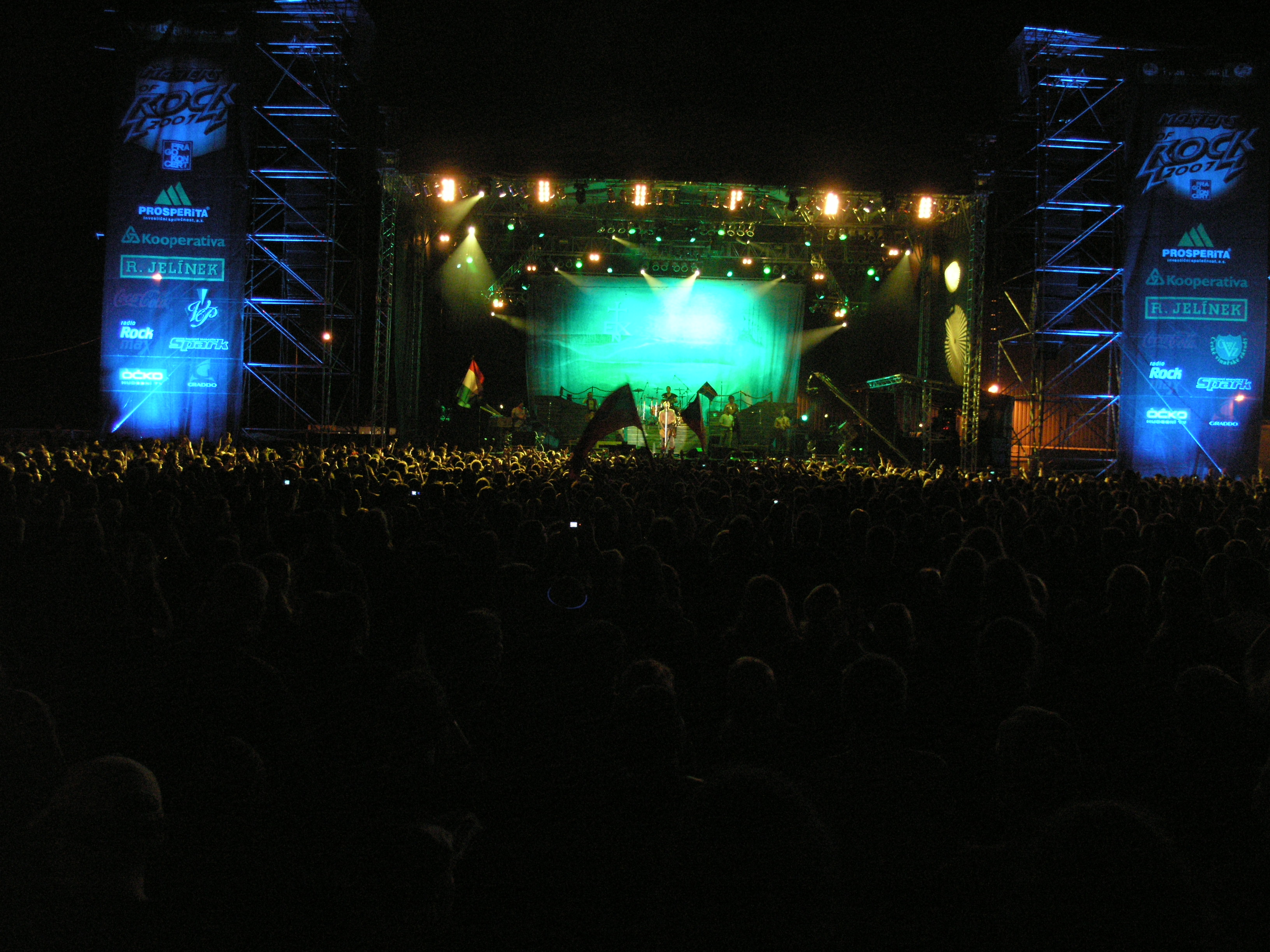
In Extremo sur scène aux Masters of Rock, en 2007.

Après avoir changé de label en 2007, le groupe prépare son nouvel album Sängerkrieg et sort, peu avant, le single Frei zu sein qui satisfait beaucoup plus la majorité des partisans du groupe que les derniers singles apparus avant la sortie des derniers albums studio. Le groupe produit plus tard un clip vidéo en hommage au film Vol au-dessus d'un nid de coucou, mais vu que le clip vidéo sort plus tard, le single est moins présent à la télévision et à la radio que d'habitude et ne reste que quatre semaines dans les hitlists allemandes avec une position maximale au quarante-deuxième rang des singles de la semaine. Par contre, l'album qui sort peu après et qui ne comporte pas de collaboration, devient un véritable succès et atteint pour la toute première fois la première position des Media Control Charts en Allemagne[réf. nécessaire]. L'album reste dans le classement pendant 22 semaines et l'album obtient également une treizième place dans le classement musical de l'Autriche et une vingt-deuxième place dans le classement musical de la Suisse. Le groupe fait une série de concerts sous le slogan Ius primae noctis - le droit de la première nuit - durant l'été avant d'enchaîner une autre série de concerts. Le groupe publie le deuxième single Neues Glück de l'album qui n'est pas accompagné d'un clip vidéo et qui ne connaît ainsi aucun véritable succès. Le groupe joue un concert acoustique à la Radio Fritz à Potsdam devant un petit public privé pendant une heure. Cet événement, accompagné de commentaires positifs, est un succès tel que le groupe poursuit rapidement avec un concert intitulé Saengerkrieg Akustik Radio Show. Un documentaire sur le groupe est publié sur un DVD bonus de ce CD live.
Le groupe publie également en 2009 un de ses vrais concerts rock sur un troisième DVD, et un quatrième album live. Il s'agit d'un spectacle enregistré à Cologne, où vit actuellement le chanteur Michael Robert Rhein. Le DVD, publié le 15 mai 2009, est intitulé Am goldenen Rhein, ce qui fait allusion à un passage de la chanson Nymphenzeit de l'album 7 du groupe et au fleuve traversant la ville, le Rhin,. Durant la même année, le groupe décide de faire une série de concerts acoustiques à la suite du succès du concert à la radio et choisit des endroits spéciaux pour ces représentations, par exemple des églises ou des théâtres un peu partout à travers l'Allemagne fin 2009. Le groupe continue sa série de concerts en 2010 en raison d'une forte demande.

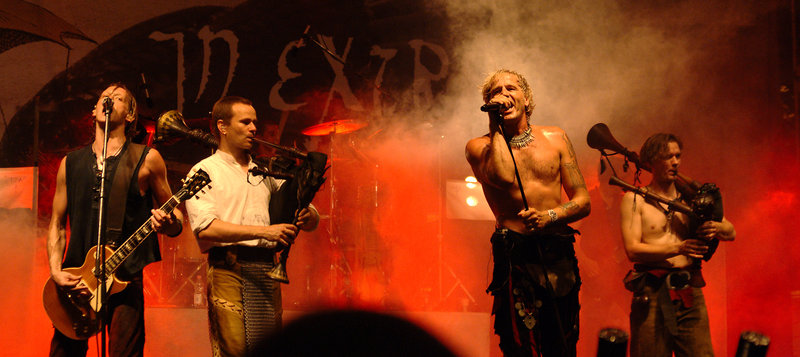
In Extremo sur scène en 2008.

Cette deuxième série de concerts acoustiques se déroule par contre sans la participation du batteur Reiner Morgenroth, surnommé « Der Morgenstern », qui quitte le groupe parce qu'il a une autre vision de la musique que les autres membres et joint finalement le tout nouveau groupe Buzz Dees. Il est initialement temporairement remplacé par le compagnon d'André Strugala, appelé « Doktor Pymonte », Adrian Otto pour les concerts à suivre. Au mois de juin, un mois avant le festival du quinzième anniversaire du groupe, le festival de deux jours Wahre Jahre à Erfurt, le groupe présente le jeune batteur Florian Speckhardt, surnommé « Specki T.D. » (T.D. étant une abréviation pour the drummer), qui vient de quitter son ancien groupe, un autre groupe médiéval, Letzte Instanz avec lequel il venait d'enregistrer leur tout nouvel album Heilig. Il est le seul membre d'In Extremo qui ne vient pas de l'ancienne République démocratique allemande et fait son premier concert avec le groupe au fameux festival Rock im Park. À la suite du festival de leur quinzième anniversaire, le groupe prend une pause et se prépare actuellement pour la réalisation d'un nouvel album qui devrait, selon le chanteur Michael Robert Rhein, sortir au premier ou deuxième trimestre de l'année 2011.

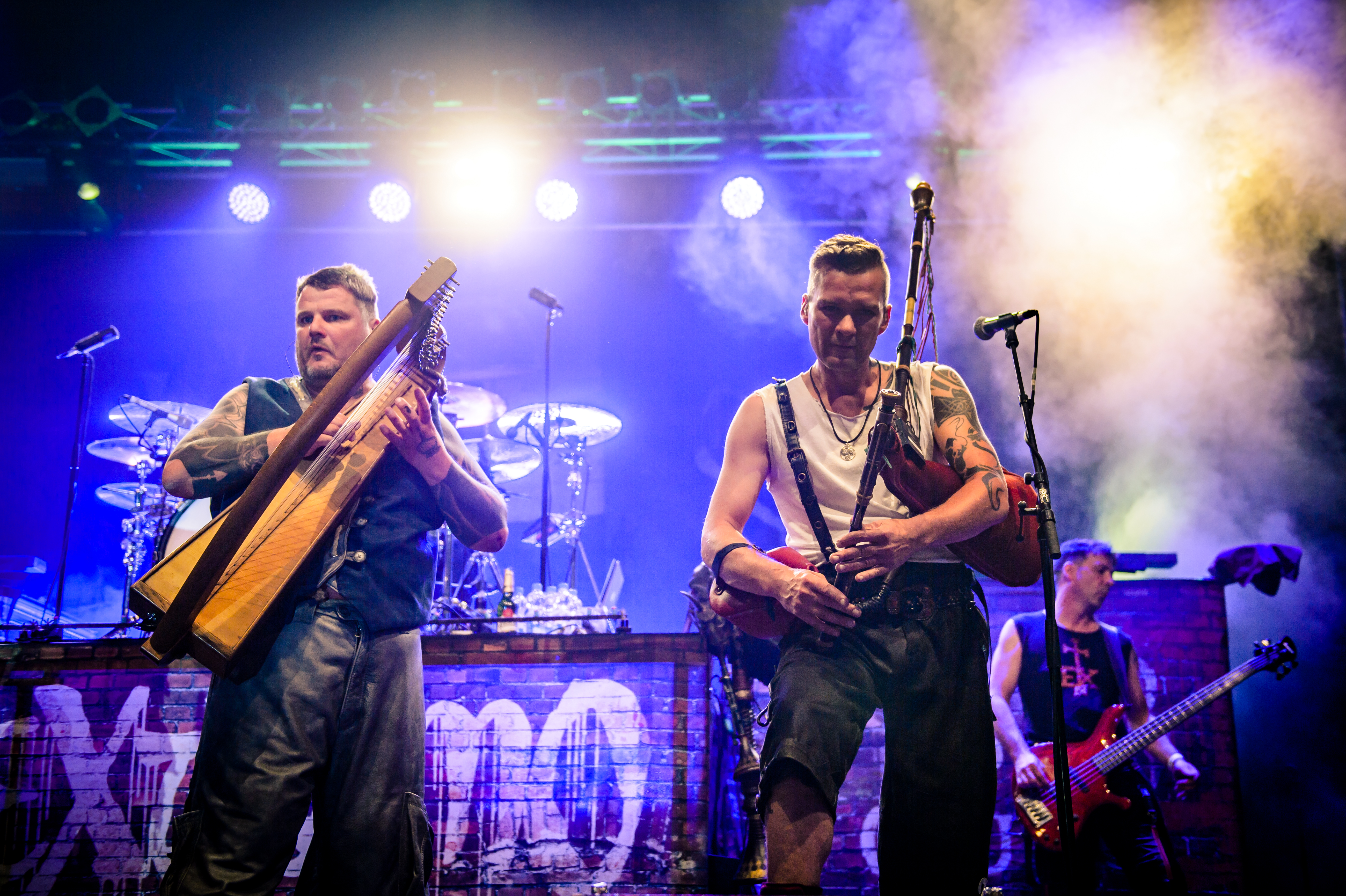
In Extremo (Live)

Finalement, le groupe annonce le nom d'une nouvelle série de concerts pour 2011 sous le nom de Sterneneisen-Tour. Un peu plus tard est révélé que le prochain album sortira le 25 février 2011 en quatre éditions différentes et s'appellera Sterneneisen. L'album contient douze chansons dont onze en allemand ce qui indique une certaine modernisation du groupe et une distance envers les textes historiques en langues étrangères du passé. Certaines éditions spéciales contiennent un DVD avec des enregistrements du festival Wahre Jahre ainsi que des cartes, drapeaux et autres petits souvenirs. Une version spéciale distribuée par Media Saturn Holding offre deux chansons édites pour téléchargement gratuit jusqu'au 31 mai 2011, cet album est sorti également en vinyle en édition limitée à 5 000 exemplaires[réf. nécessaire]. Le premier single de cet album est intitulé Zigeunerskat et sort le 18 février 2011 avec la chanson inédite Wahre Freunde et sept cartes de jeu. Le single n'atteint que la quatre-vingt-et-unième place dans les hitlists allemands, mais l'album suivant le style du disque précédent connaît plus de succès, notamment aussi grâce à la participation de Der Graf du groupe populaire Unheilig et de Mille Petrozza de Kreator sur deux chansons du disque. Le deuxième single s'intitule Siehst du das Licht et est publié le 13 mai 2011 avec la chanson bonus Heut Morgen. Le groupe annonce également d'avoir filmé un concert récent à Siegen et prévoit publier une nouvelle version de leur chanson populaire Vollmond de l'album Sünder ohne Zügel avec de nouvelles paroles dédiées au club de football allemand FC Union Berlin. Le groupe sort par la suite un troisième et dernier single de leur album à succès et choisissent Viva la vida. Une version enregistrée en concert de Mein rasend Herz se trouve également sur ce simple[réf. nécessaire].

### Auf den Dächern(2012)
Par la suite, le groupe sort un EP avec une très courte performance acoustique à la radio sous le nom de Auf den Dächern. Le petit concert avait été supposé d'être enregistré sur les toits du studio de radio à Berlin, mais à cause de forts vents, le tout a été déplacé à un vieil aéroport de la ville. Vers le début de l'année 2012, le groupe joue au festival 70 000 Tons of Metal qui se déroule annuellement sur un bateau de croisière qui part de Miami en Floride vers Cozumel au Mexique jusqu'aux Îles Caïmans pendant cinq jours depuis janvier 2011. Le groupe profite de sa présence en Amérique pour donner un autre concert au Mexique où il est toujours assez populaire[réf. nécessaire].
Le groupe sort ensuite sa biographie officielle Wir werden niemals knien: Die Geschichte einer unnormalen Band qui résume la carrière du groupe. Le livre est rédigé avec l'aide du journaliste Wolf-Rüdiger Mühlmann qui écrit pour la version germanophone du magazine Rock Hard. Cette publication du 4 avril 2012 est accompagné de quelques soirées de lecture du groupe, et de séances d'autographes. Durant les années précédentes, le groupe avait déjà publié deux autres livres incluant plutôt des courtes anecdotes, des histoires fictives ou des poèmes. Cette biographie officielle obtient des critiques plutôt mitigées. Certains critiques disent que le livre se concentre trop sur la glorification dangereuse de la prise d'alcool ou de drogue et l'image rebelle du groupe tandis que d'autres critiques soulignent l'authenticité et l'honnêteté des descriptions plus intimes[réf. nécessaire].
Le 25 mai 2012, le groupe sort son nouvel album live, simplement intitulé Sterneneisen Live, en plusieurs versions différentes comme le dernier album live Am goldenen Rhein. Ce nouvel album inclut notamment la performance du concert à Siegen. La version limitée de cette publication contient la performance du groupe au festival allemand Rock am Ring de 2011, un documentaire sur l'histoire récente du groupe incluant sa présence au festival 70 000 Tons of Metal et sa récente prestation au Mexique, les trois vidéos qui sont tournées pour les trois singles du dernier album studio, et un livre avec des photos de concert du groupe[réf. nécessaire].

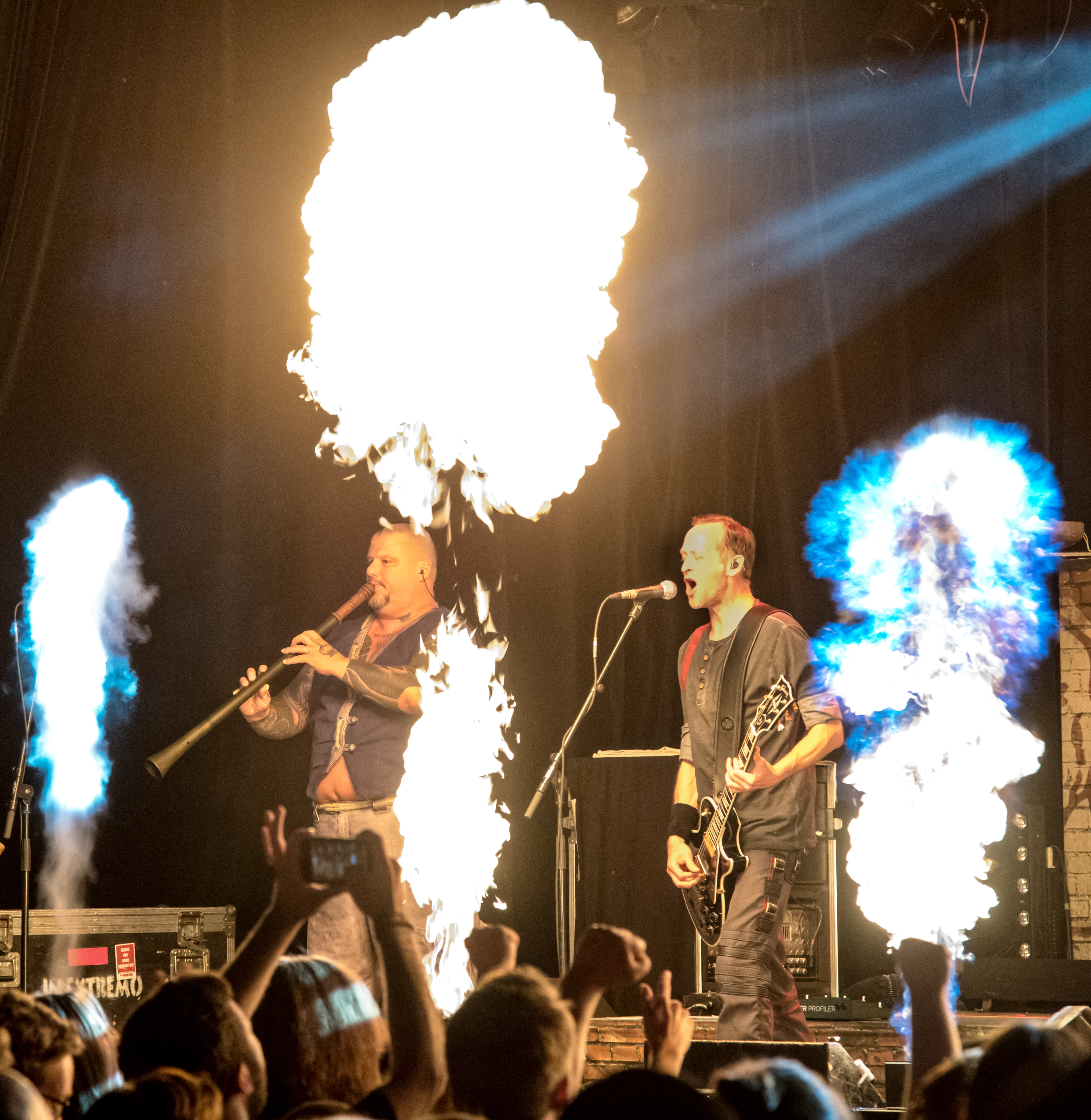

Tout au long du printemps et de l'été 2012, le groupe donne une série de concerts dans le cadre de plusieurs festivals comme le Metalfest et le Hellfest qui sont toujours principalement dédiés au dernier album Sterneneisen. En août 2012, le groupe annonce que son album en direct Am goldenen Rhein est certifié disque de platine, et l'album Sterneneisen est certifié disque d'or lors d'une cérémonie festive dans le cadre d'une rencontre avec leur maison de disques Universal Music à Berlin. En octobre 2012, le groupe fait son apparence à l'émission de l’humoriste allemand d'origine turque Bülent Ceylan avec une prestation de leur pièce Siehst du das Licht[réf. nécessaire].

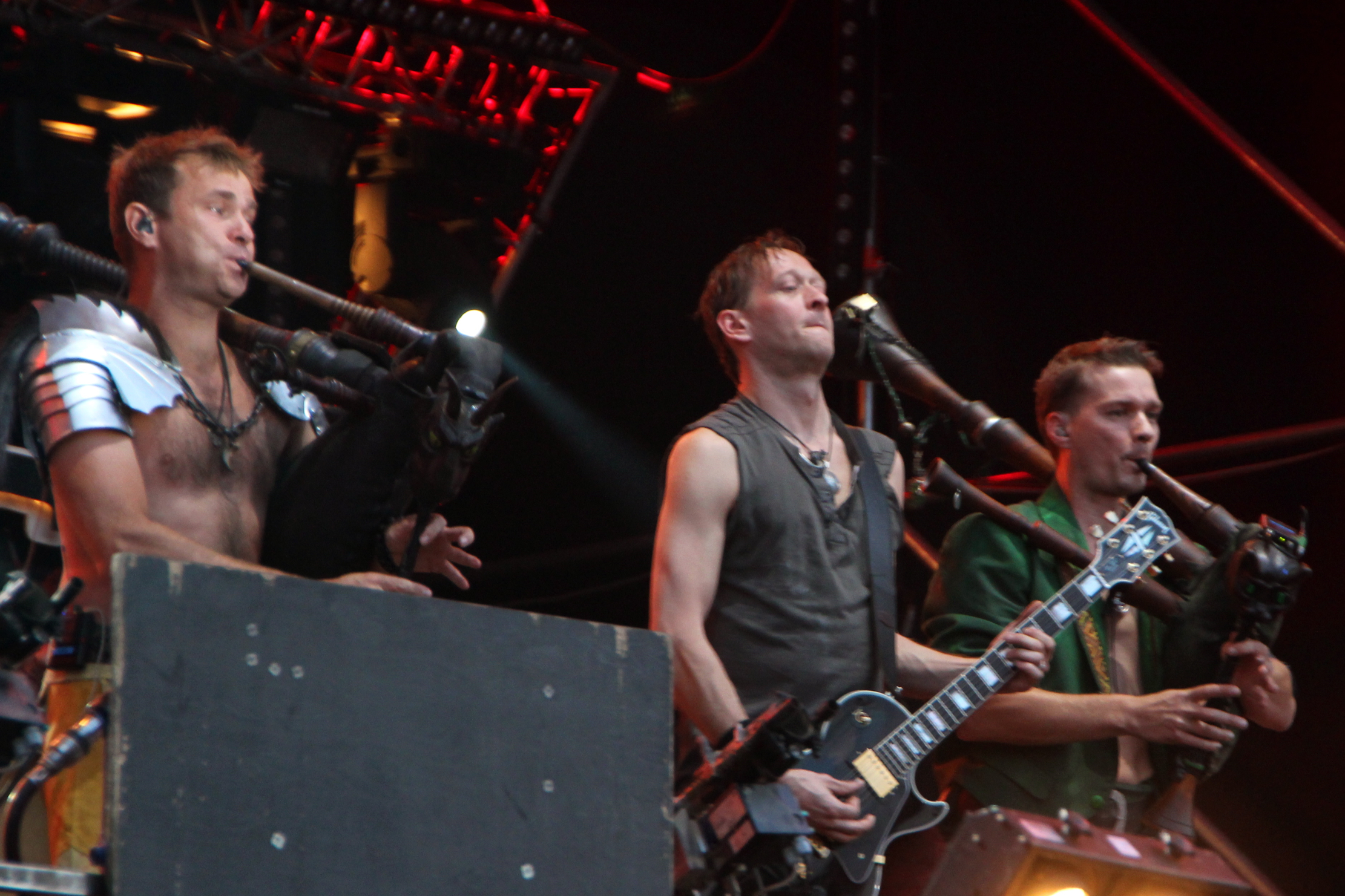
In Extremo Live (2012)

### Kunstraubet des tournées (2013-2016)
Au mois de mai 2013, le groupe annonce une série de concerts à travers toute l'Europe pour l'automne 2013. Cette tournée a pour but de promouvoir le nouvel album Kunstraub que le groupe avait surtout écrit et enregistré durant les premiers mois de l'année 2013.
In Extremo entame une tournée hivernale en décembre 2014, qui suit d'une apparition au Wacken Open Air en 2015 avec Schandmaul, Eisbrecher, Eluveitie, Fiddler’s Green, Die Krupps, Dritte Wahl, Russkaja, Omnia et Orphaned Land. Le 4 septembre 2015 sort le coffret 20 Wahre Jahre 1995–2015[réf. nécessaire].

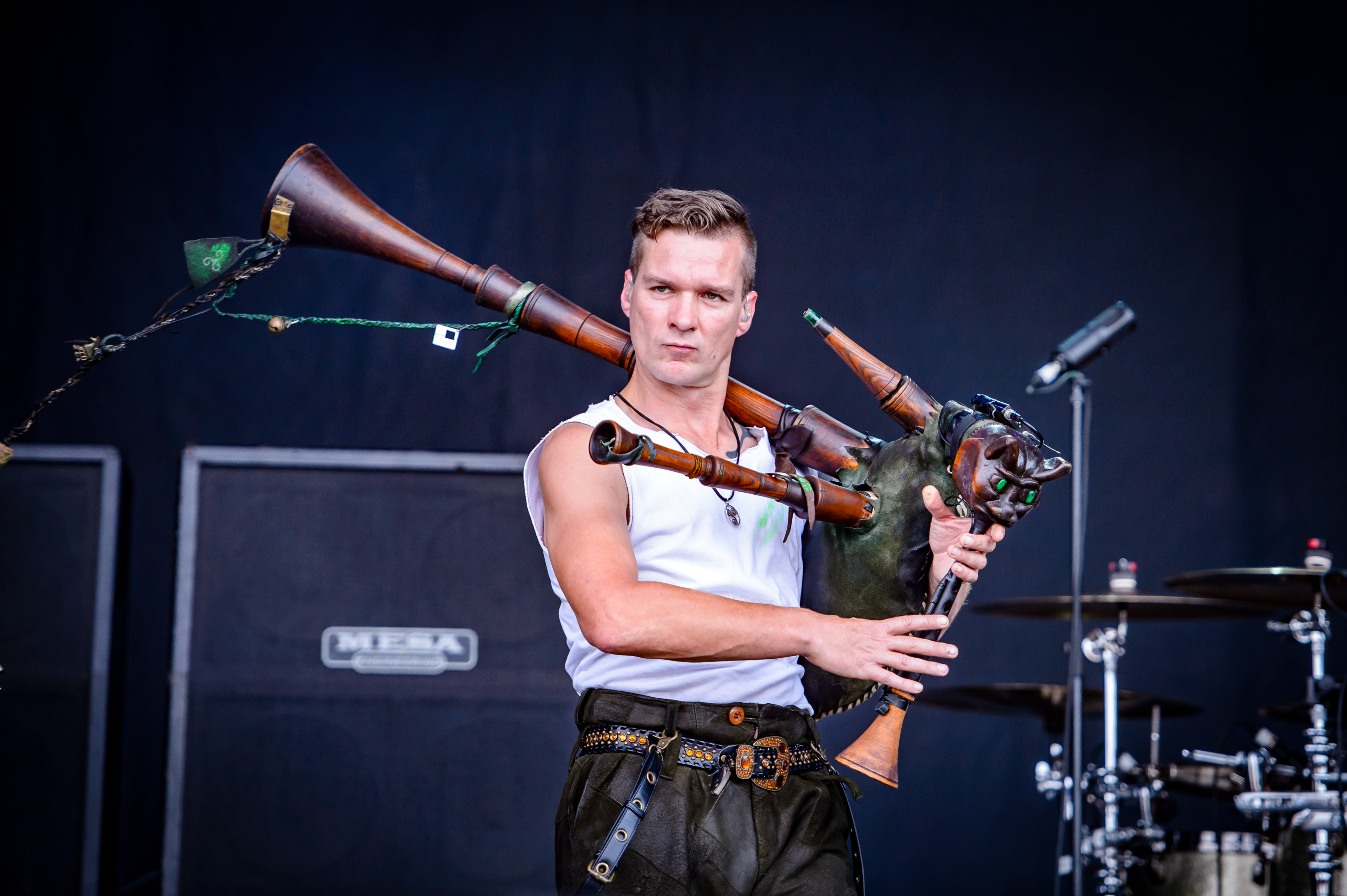
(Flex der Biegsame) Marco

### Quid pro quoetKompass zur Sonne(2016-2020 )

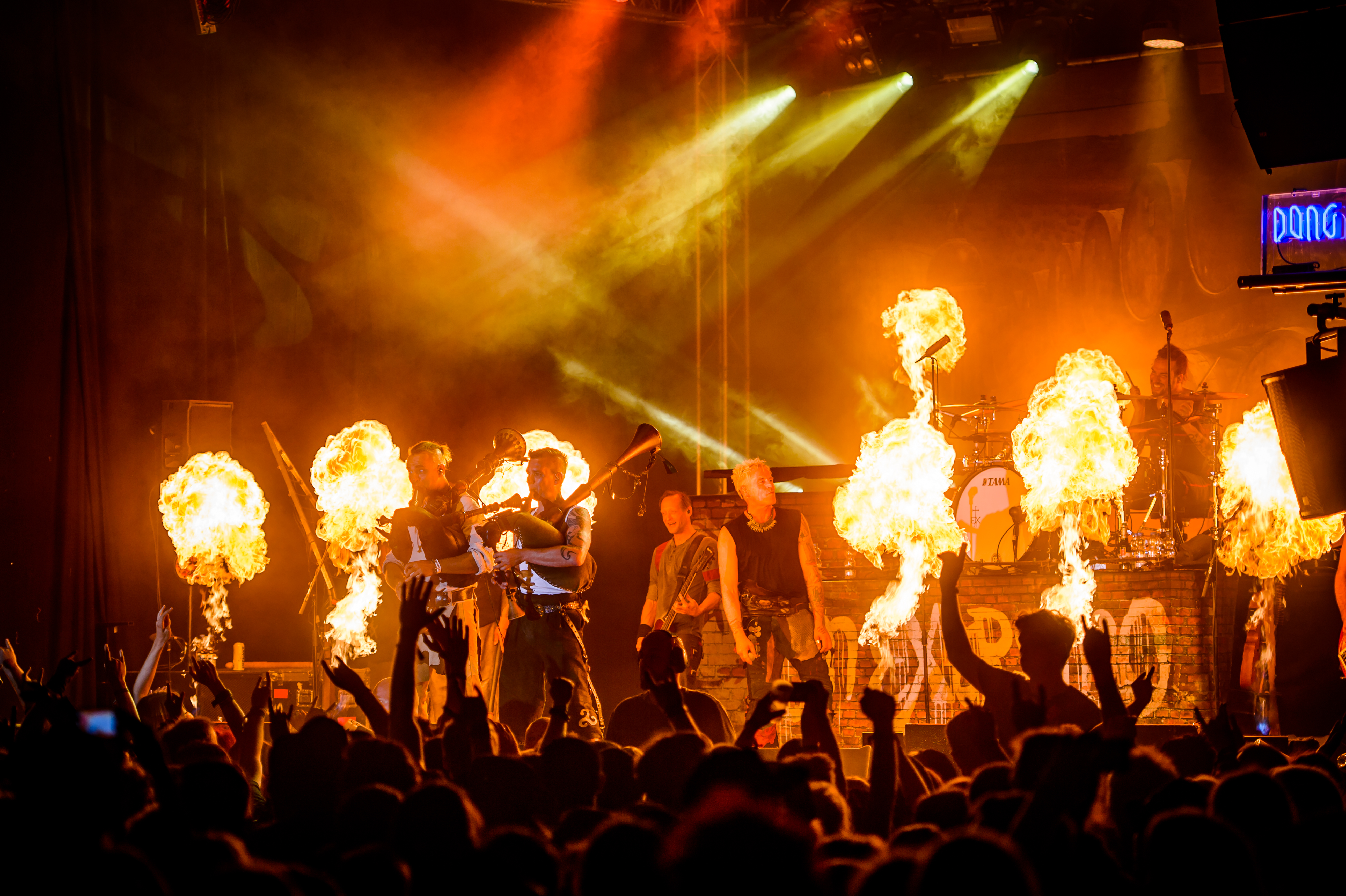
In extremo Live 2017

Le 24 juin 2016, sort l'album Quid pro quo. Il s'ensuit une tournée et un album live (Quid pro quo Live).

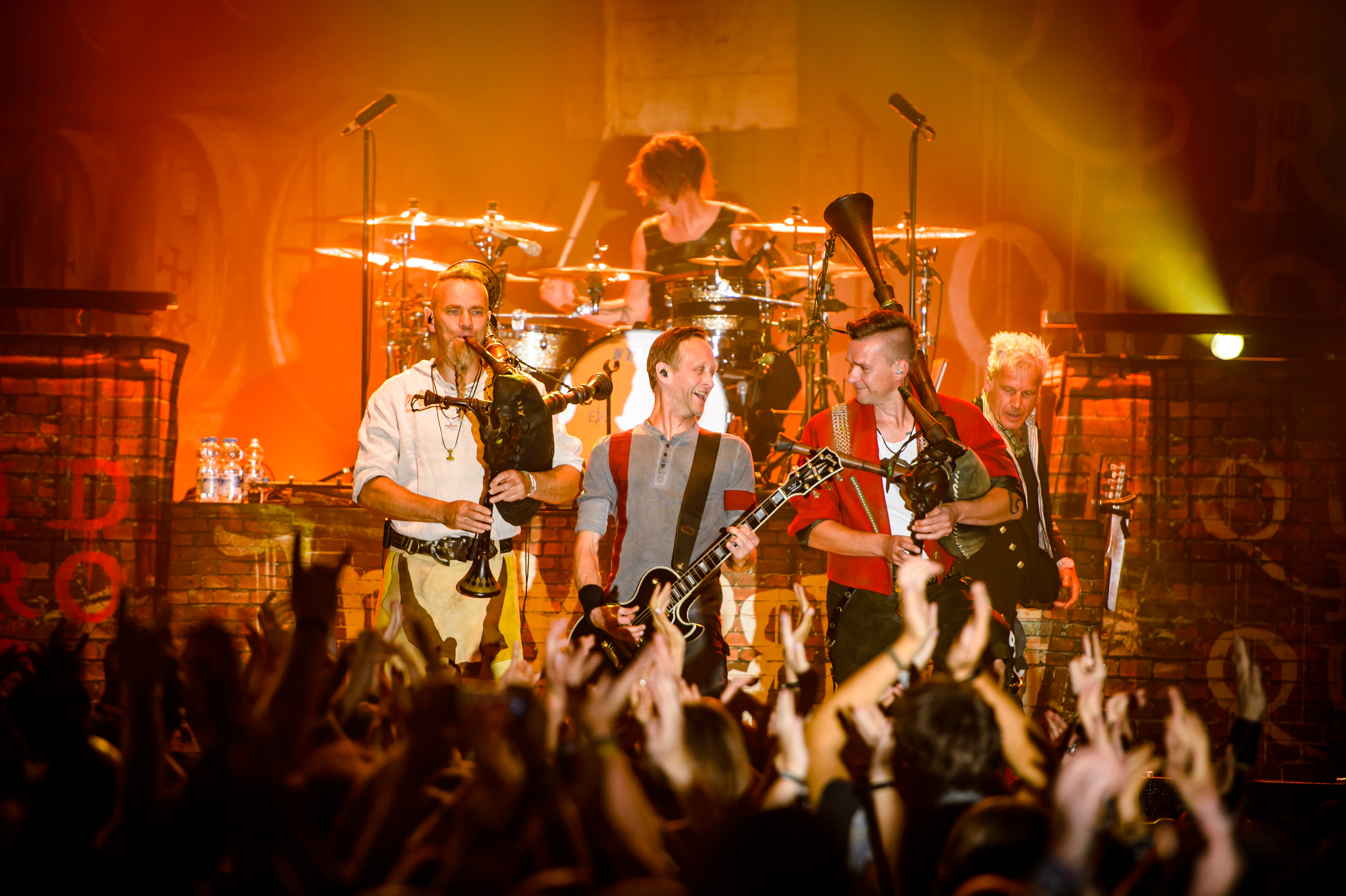
In Extremo (Live 2017)

Puis en 2020 sort Kompass sur Sonne, suivit d'une courte tournée spéciale (période COVID). En 2022 le groupe reprend les tournées allemandes et européennes après la pandémie, avec un passage en France au Hellfest en 2022.

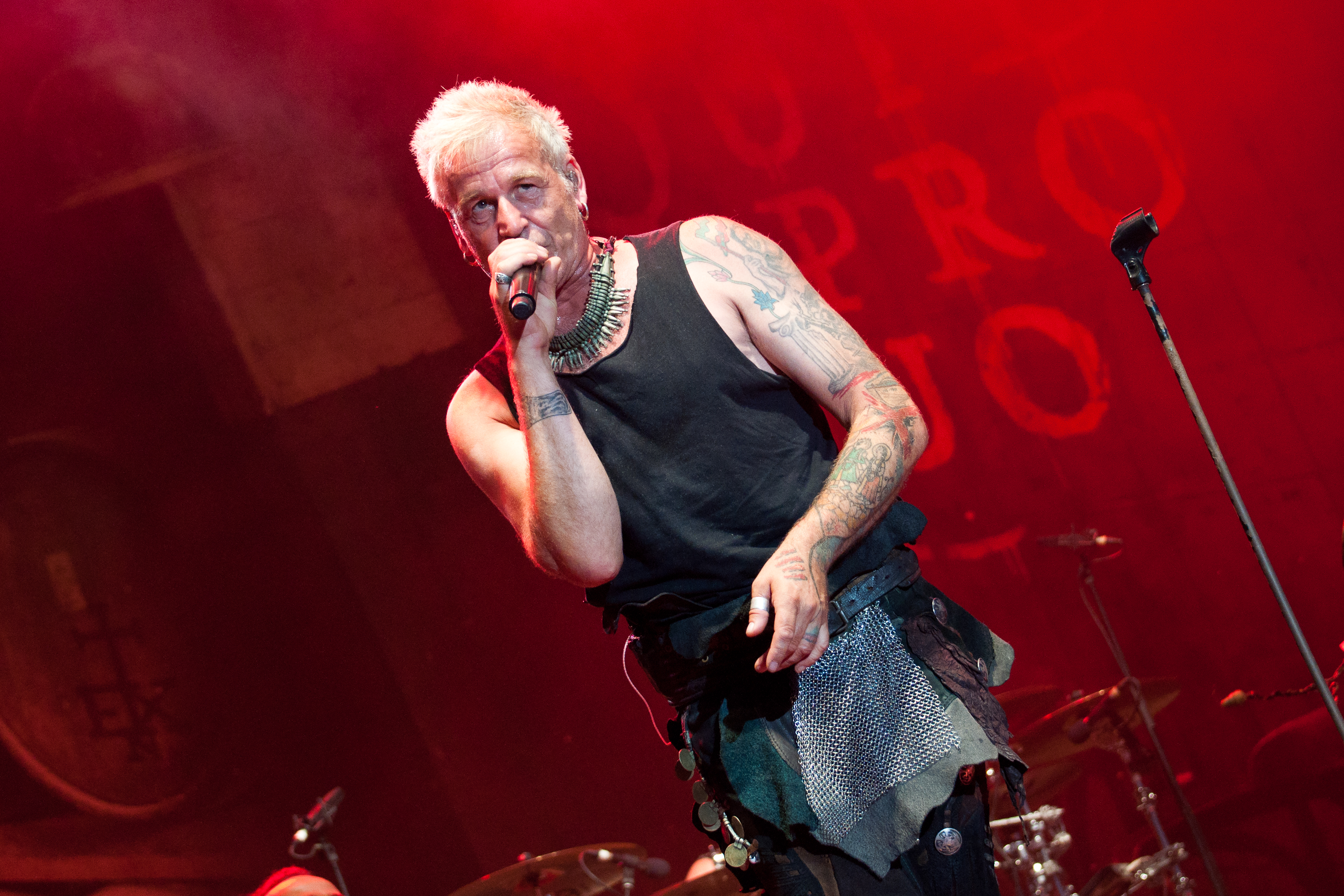
In Extremo Live 2018

Ces deux albums se rapprochent plus des albums avant Sängerkrieg avec des morceaux plus médiévaux et davantage de paroles en langues anciennes ou autres que allemandes.
2021 sonne la fin du groupe à 7 membres, avec le départ de Yellow (Boris) Pfeiffer.

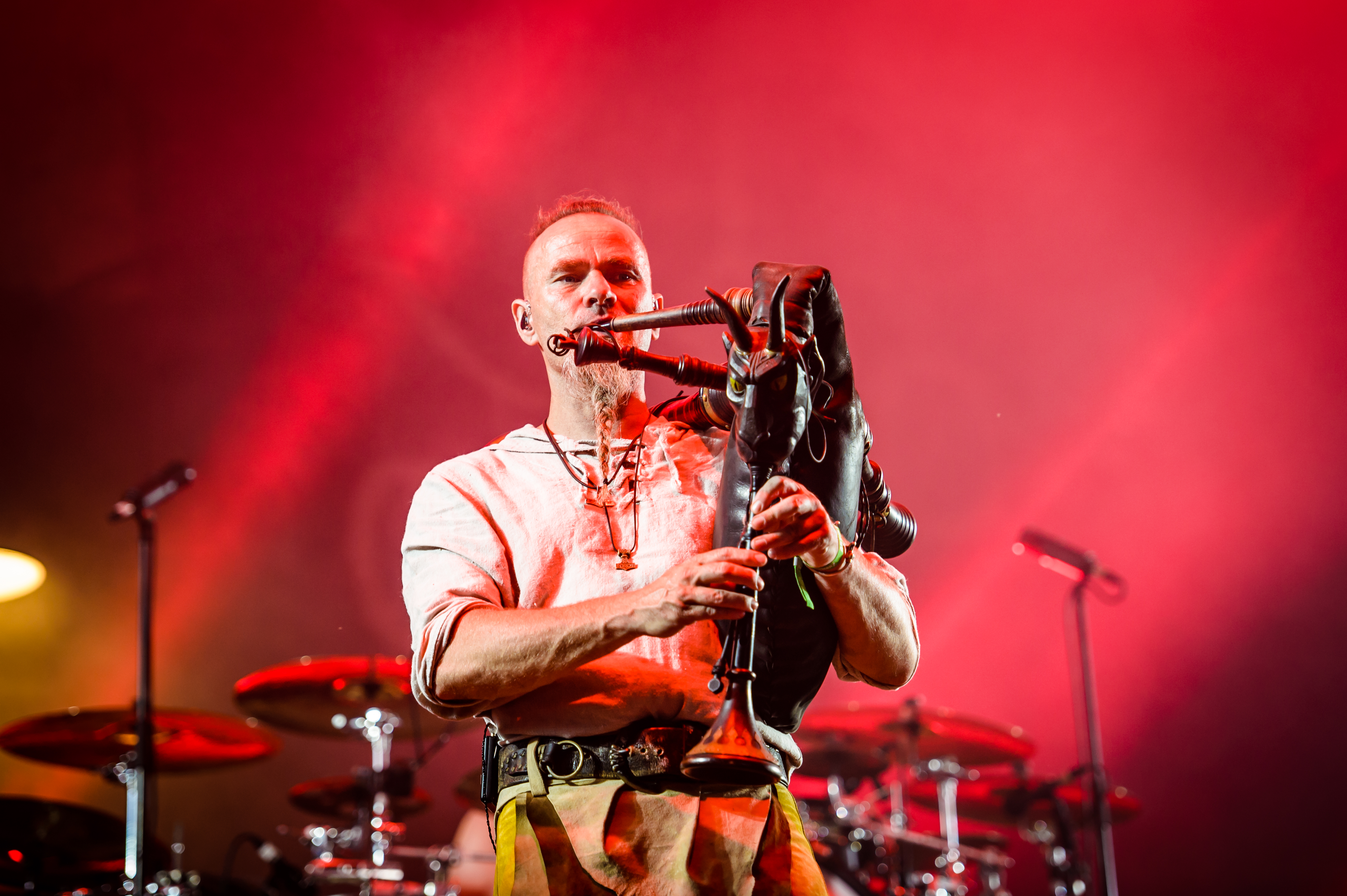
Yellow Pfeiffer (décédé en 2022)

### Wolkenschieber(depuis2024)
En septembre 2024 sort Wolkenschieber , premier album à six membres. En effet, Yellow (Boris) Pfeiffer (cornemuse, chalemie, nyckelharpa, flûte), quitte le groupe en 2021, puis décède brutalement en janvier 2022 en marge d'une manifestation anti lois-COVID. Il ne sera pas remplacé et le groupe continue sans son compagnon, dans le groupe depuis 1997.

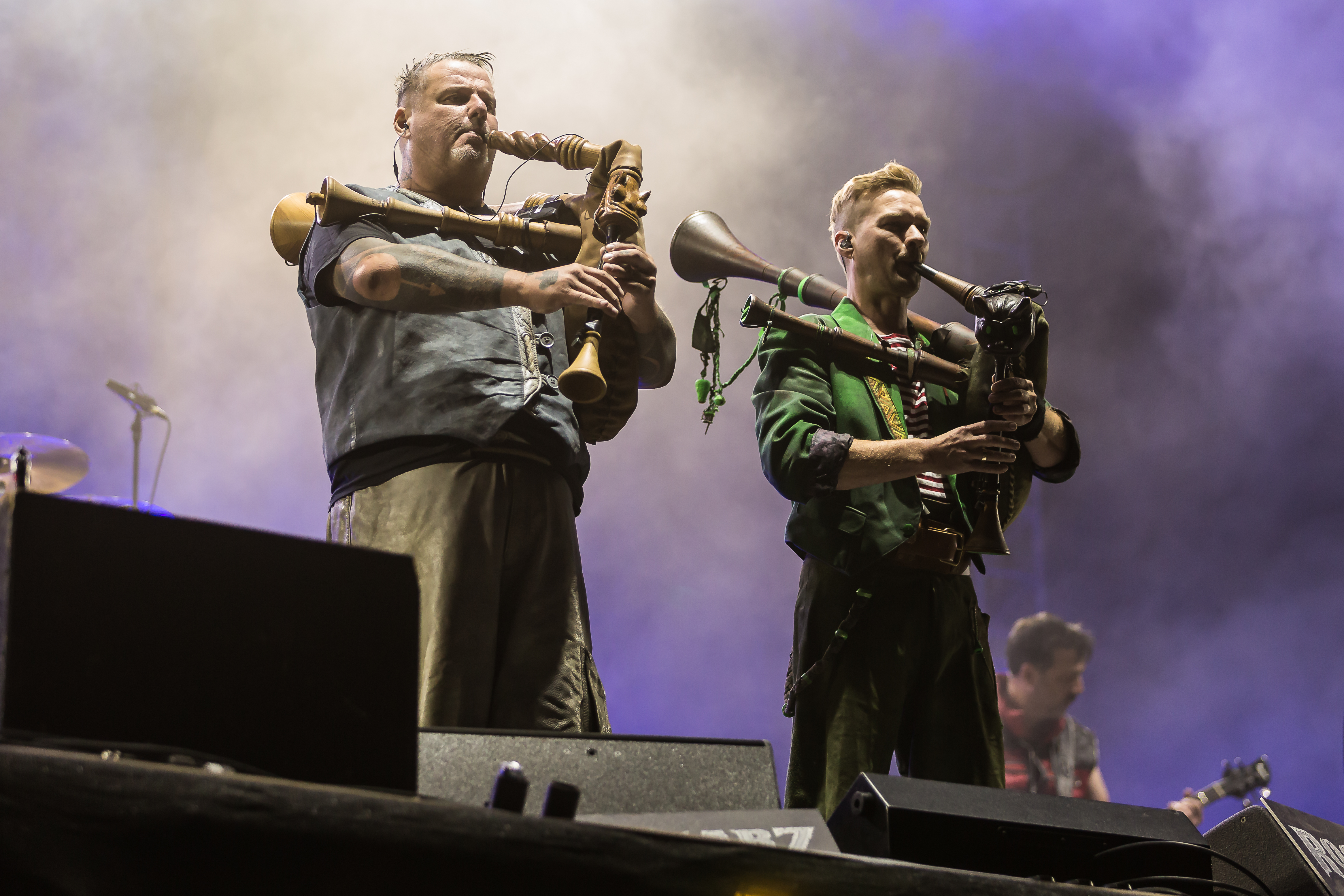
In Extremo Live (sans Yellow Pfeiffer)

## Membres
- Das letzte Einhorn - chant, mandoline, davul. Plus Rauschpfeife et Marktsackpfeife  en live, (depuis 1995)
- Dr. Pymonte - harpe, Marktsackpfeife, chalemie, rauschpfeife, pommer, flûte, trompette marine, synthétiseur (depuis 1996)
- Flex der Biegsame - Marktsackpfeife, chalemie, rauschpfeife, flûte, vielle à roue, Uilleann pipes (depuis 1995)
- Van Lange - guitare (depuis 1999)
- Specki T.D. - batterie, percussions (depuis 2010)
- Die Lutter - basse, percussions (depuis 1995)

La Marktsackpfeife (grande cornemuse allemande, ou Cornemuse de Marché), tout comme les chalemies et les Rauschpfeife. Elles sont déclinées en plusieurs tons: Tief D-moll, Tief E-moll, plus grandes et jouant plus grave; et A-moll (standard)[réf. nécessaire],[Quoi ?].
Anciens membres
- Yellow Pfeiffer (Boris Pfeiffer) - Marktsackpfeife, chalemie, rauschpfeife, nyckelharpa, flûtes (1997-2021), décédé en 2022
- Der Morgenstern - batterie, percussions (1995-2010)
- Thomas der Münzer - guitare, percussions (1995-1999)
- Connu Fuchs - Marktsackpfeife (1995-1996)
- Mathias Aring - Marktsackpfeife (1995-1997)